# Provinciale weg 209
De provinciale weg 209 (N209) is een provinciale weg in Zuid-Holland die loopt van Hazerswoude-Rijndijk via Benthuizen en Bleiswijk (aansluiting op de A12 bij afrit 8) naar de aansluiting op de A13 (afrit 11 Berkel en Rodenrijs/Rotterdam The Hague Airport). Het deel van de N209 tussen Rotterdam The Hague Airport en Bergschenhoek is beheerd door Rijkswaterstaat ter voorbereiding van toekomstige A16. 
Bij begin van N209 loopt de weg op toekomstige snelweg A16 tot aansluiting Rotterdam-Hilegersberg-schiebroek. Deze weg is voorzien met vluchtstrook en functioneert als soort super two met maximumsnelheid van 70 km/h. Daarna is de weg grotendeels uitgevoerd als tweestrooks-gebiedsontsluitingsweg met buiten de bebouwde kom een maximumsnelheid van 80 km/h.

## Tunnel bij Hazerswoude-Dorp
In de politiek van Rijnwoude (thans Alphen aan den Rijn) werd gepleit voor een tunnel of tunnelbak ter hoogte van Hazerswoude-Dorp. Het is erg lastig en kostbaar om de weg om te leiden wegens het beschermde landschap van het Groene Hart, de slechte grondgesteldheid en de grote hoogteverschillen in de omliggende polder.

## Externe links

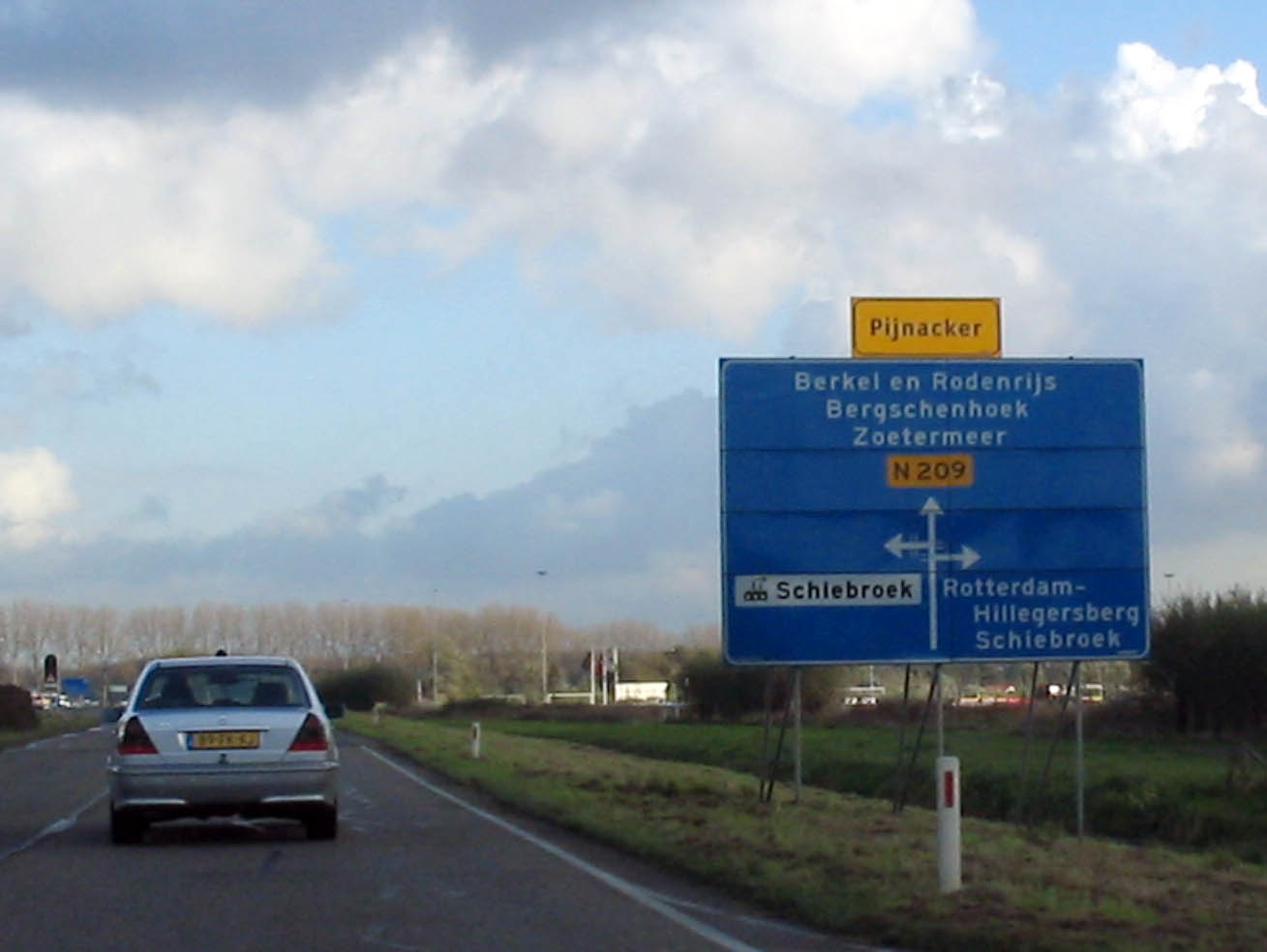
oude N209 (voormalige Doenkade)